# Минеаполис (Канзас)
Минеаполис (енгл. Minneapolis) град је у америчкој савезној држави Канзас.

## Демографија
По попису из 2010. године број становника је 2.032, што је 14 (-0,7%) становника мање него 2000. године.
| Група             | 2000.         | 2010.         |
| Белци             | 1.967 (96,1%) | 1.924 (94,7%) |
| Афроамериканци    | 27 (1,3%)     | 24 (1,2%)     |
| Азијати           | 1 (0,0%)      | 2 (0,1%)      |
| Хиспаноамериканци | 31 (1,5%)     | 54 (2,7%)     |
| Укупно            | 2.046         | 2.032         |